# Nowa Nowa
Nowa Nowa is een plaats in de Australische deelstaat Victoria en telt 145 inwoners (2006).